# Michou Chaze
Michou Chaze (sinh năm 1950) là một tác giả người Tahitin viết bằng "Tiếng Pháp Tahiti", một biến thể địa phương của tiếng Pháp. Bà còn được gọi là Rai Chaze hoặc Rai a Mai.
Con gái của một người cha Pháp và mẹ Polynesia, bà được sinh ra ở Papeete. Bà được đào tạo tại Lycée Paul Gauguin và sau đó dành mười một năm học tập và sau đó làm nhiếp ảnh gia thời trang ở Hoa Kỳ nhưng trở về hòn đảo quê hương. Trong bài viết của mình, bà bác bỏ cả sự áp bức thuộc địa và chủ nghĩa dân tộc văn hóa.
Những câu chuyện của bà cũng đã xuất hiện ở Tahiti Pacifique.

## Tác phẩm chọn lọc
Tác phẩm chọn lọc:
- Vai la rivière au ciel sans nuages truyện ngắn (1990)
- Thơ Toriri (2000)
- Truyện thiếu nhi Contiti Tahitiens (2009)
- Tiểu thuyết Avant la saison des pluies (2010)